# 丹尼尔·韦伯斯特
丹尼尔·韦伯斯特（英語：Daniel Webster，1782年1月18日—1852年10月24日）是美国律师和政治家，曾代表新罕布什尔州和马萨诸塞州进入美国国会，并在威廉·亨利·哈里森、约翰·泰勒和米拉德·菲尔莫尔总统时期担任美国第14任和第19任国务卿。韦伯斯特是19世纪美国最杰出的律师之一，在他的职业生涯中曾在美国最高法院审理过200多起案件。韦伯斯特先后是联邦党、国家共和党和辉格党的成员。他与亨利·克莱（Henry Clay）和约翰·卡尔霍恩（John C. Calhoun）并称“三巨头”。
韦伯斯特1782年出生于新罕布什尔州索尔兹伯里，从达特茅斯学院毕业后在新罕布什尔州朴茨茅斯从事法律工作，并取得了成功。作为1812年战争的著名反对者，他赢得美国众议员选举，并成为联邦党的领导人。韦伯斯特连任两届后卸任，搬到马萨诸塞州波士顿。他成为美国最高法院的主要律师，在达特茅斯学院诉伍德沃德、麦库洛克诉马里兰和吉本斯诉奥格登等案件中胜诉。
1823年，韦伯斯特重返国会再任众议员，成为约翰·昆西·亚当斯总统的主要支持者。他在1827年赢得了美国参议员选举，并与亨利·克莱合作建立了支持亚当斯的国民共和党。安德鲁·杰克逊在1828年美国总统选举中击败亚当斯后，韦伯斯特成为杰克逊国内政策的主要反对者，他亦强烈反对其副手约翰·C·卡尔霍恩主张的废止论。他在1830年发表的《对海恩的第二次辩论》被广泛认为是有史以来在国会发表的最伟大的演讲之一。
尽管韦伯斯特支持杰克逊总统对“剥夺权利危机”（Nullification Crisis）的挑衅性回应，但在美国第二银行问题上存在分歧，使他与杰克逊决裂。韦伯斯特与杰克逊的其他反对者一起组建了辉格党，并在1836年美国总统大选中竞选失败。他在1840年美国总统选举中支持哈里森，并在哈里森上任总统后被任命为国务卿。与哈里森内阁的其他成员不同，在泰勒继任总统并与国会內的辉格党成员决裂后，他继续在泰勒手下任职。作为国务卿，韦伯斯特谈判达成了《韦伯斯特-阿什伯顿条约》，解决了与英国的边界争端。1837年，韦伯斯特当选为美国哲学学会成员。
1845年，韦伯斯特重返参议院，恢复了国会辉格党领袖的地位。美墨战争期间，他成为“棉花辉格党”的领袖，该党是北方辉格党的一个派别，强调与南方的良好关系而非反奴隶制政策。1850 年，菲尔莫尔总统任命韦伯斯特为国务卿，韦伯斯特促成了《1850年妥协法案》的通过，该法案解决了几个领土问题，并颁布了新的逃奴法。妥协法案在北方大部分地区不受欢迎，也损害了韦伯斯特在家乡的地位。韦伯斯特在1852年美国总统大选中寻求辉格党的提名，但菲尔莫尔和韦伯斯特的支持者出现分歧，导致温菲尔德·斯科特将军获得提名。人们普遍认为韦伯斯特是一位重要而有才华的律师、演说家和政治家，但历史学家和观察家对他作为国家领导人的道德品质和能力却褒贬不一。
1957年，一个参议院委员会将丹尼尔·韦伯斯特与亨利·克莱、罗伯特·拉福莱特、约翰·C·卡尔霍恩、 罗伯特·A·塔夫脱并列为美国最伟大的五位参议员。